# Club sportif Orne Amnéville
Maillots
Dernière mise à jour : 27 juillet 2025.
Le Club sportif Orne Amnéville, couramment abrégé en CSO Amnéville ou CSOA est un club de football français fondé en 1919 et situé à Amnéville en Moselle.
Dès sa création,le CSO Amnéville fait rapidement parler de lui en Lorraine en remportant deux Coupes de Lorraine dans les années 30 et jouant régulièrement en Championnat de Lorraine. Plus tard, le club remportera un total de quatre championnats de Lorraine ainsi que de quatre Coupes de Lorraine, tout en jouant régulièrement dans le monde semi-professionnel.
Dans les années 2000, le club est à son apogée en enchaînant les saisons en CFA 2 et CFA sans aucune interruption de 2001 à 2015. Dans le même temps, Amnéville atteint les 16es de finale de la Coupe de France face à l'AJ Auxerre de Djibril Cissé en 2003.
Le club est présidé depuis 2023 par Yannick Lesserteur et évolue depuis la saison 2022-2023 en Régional 1, le sixième échelon du football français.

## Historique

### Fondation et premiers résultats (1919-1939)
Le club est fondé en 1919 et accède pour la première fois à la Division d'Honneur de Lorraine en 1924. Dès les premières années qui suit la création du club, une forte rivalité éclate avec quatre autres clubs mosellan lié par la suprématie régionale et la politique ; l’UL Moyeuvre, l’UL Rombas, l’Union Hagondange et le RS Maizières-lès-Metz. À la suite de la création du groupe "Supporter Club" du FC Metz, une initiative similaire né à Amnéville en octobre 1933 sous le nom de "Hardi les Verts" avec le « but d’encourager les équipes du CSOA moralement et matériellement (...) » et d'ainsi stopper en grande partie les affrontements violents entre supporters des différents clubs mosellans, en particulier avec l'Union Hagondange pour le CSO Amnéville. Pour les membres d’«Hardi les Verts », « le port de l’insigne de la Société est obligatoire » « pour chaque déplacement du club ». Une telle mesure permet d’identifier visuellement les membres. En cas d’implication dans des débordements, ils seraient reconnus, et probablement sanctionnés par le groupe.
En 1935, la direction s’est déchirée à propos d’une éventuelle rémunération de ses joueurs. Les trois principaux protagonistes sont Emile Guebel, Auguste Polynice et Roger Mehlinger. Le président Guebel souhaite rembourser le manque à gagner des joueurs qui sont amenés à manquer des heures de travail pour jouer sous les couleurs du club, cela donnerait ainsi une structure semi-professionnelle au CSO Amnéville. Toutefois, l’opinion du président est minoritaire au sein de la direction du CSOA et il est contraint de démissionner de son poste. Ses principaux opposants, Auguste Polynice et Roger Mehlinger, favorables à un amateurisme « total », prennent tour à tour place à la présidence jusqu’en 1939. Ainsi, Polynice et Mehlinger font partie des défenseurs de l’amateurisme le plus « pur », et récusent la possibilité de gagner de l’argent grâce à une activité qui ne produit rien. Cela vient du fait qu’ils sont tous les deux employés dans une usine et qu’ils estiment eux aussi qu’il ne doit pas être possible de gagner sa vie « en tapant dans un ballon ». En effet, pour eux comme pour l’ensemble de la population, « un métier est une activité productrice d’objets ».
C'est en Coupe de France que CSO Amnéville se permet de signer son premier résultat probant. En 1939, Amnéville se qualifie pour les 32es de finale (défaite 1-0 contre le RC Roubaix) en éliminant les professionnels de l'US Valenciennes au cinquième tour préliminaire de l'épreuve.

### La Seconde Guerre mondiale (1940 - 1945)
Comme de nombreux clubs mosellans à cette époque, le CSO Amnéville intègre la Fédération allemande de football dès l'annexion de la Moselle par les allemands. Ainsi, le club change de nom durant cinq ans et se nomme le Borussia Stahlheim, nom allemand de la ville d'Amnéville durant sa création par les allemands lors de la première annexion de la région en 1894.

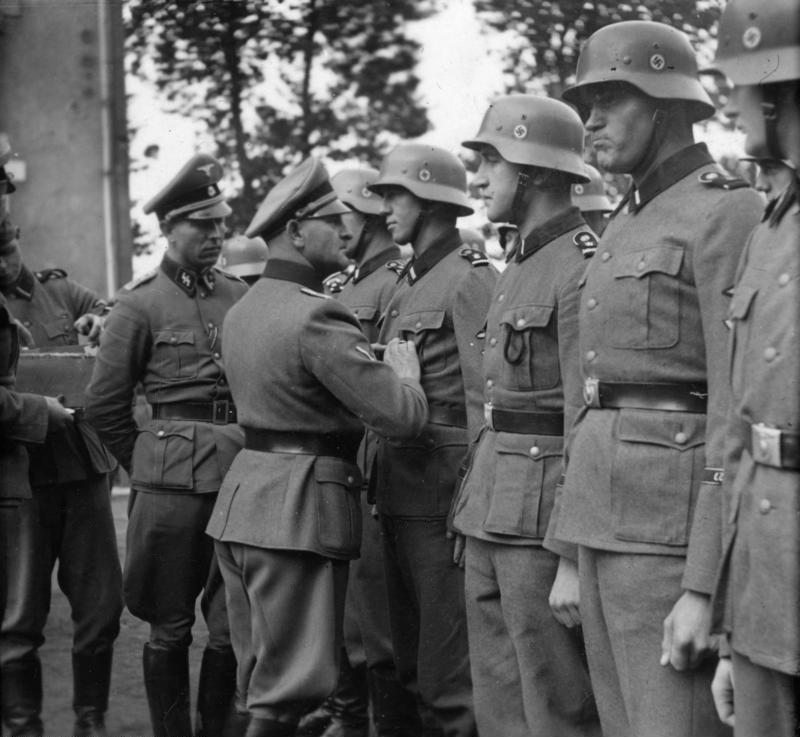
Sepp Dietrich décorant des soldats de la 1re Division SS, après la campagne de France, en Moselle lors de l'été 1940.

À la fin de la Seconde Guerre mondiale, avec la libération de la France et la restauration de l'administration française, le CSO Amnéville retrouve son nom d'origine et retourne sous l'égide de la Fédération Française de football. Le club reprend ainsi son affiliation au football français.

### Retour dans le paysage footballistique français (1946 - 1970)
Lors de l'édition 1948 de la Coupe de Lorraine, le CSO Amnéville remporte son match en demi-finale face à l'US Forbach, mais les Forbachois posent une réclamation pour "envahissement de terrain" de la part des supporters d'Amnéville, la ligue décide de faire rejouer la rencontre, ce qui n’est pas du goût des Forbachois, en définitive sanctionnés d’un forfait. Le CSO Amnéville remporte peu de temps après sa finale face à l'ES Piennes avant que la Fédération accepte finalement l'appel de Forbach. Amnéville, alors vainqueur légitime du trophée décide de ne pas disputer une nouvelle fois sa demi-finale ce qui lui coûtera une élimination ainsi que la propulsion de l'US Forbach en finale face à l'ES Piennes, que cette dernière remportera.
Le club sombre ensuite dans une certaine léthargie qui prend fin en 1969. L'inauguration le 8 août 1970 d'un stade moderne disposant d'installations pour jouer en nocturne symbolise ce renouveau.

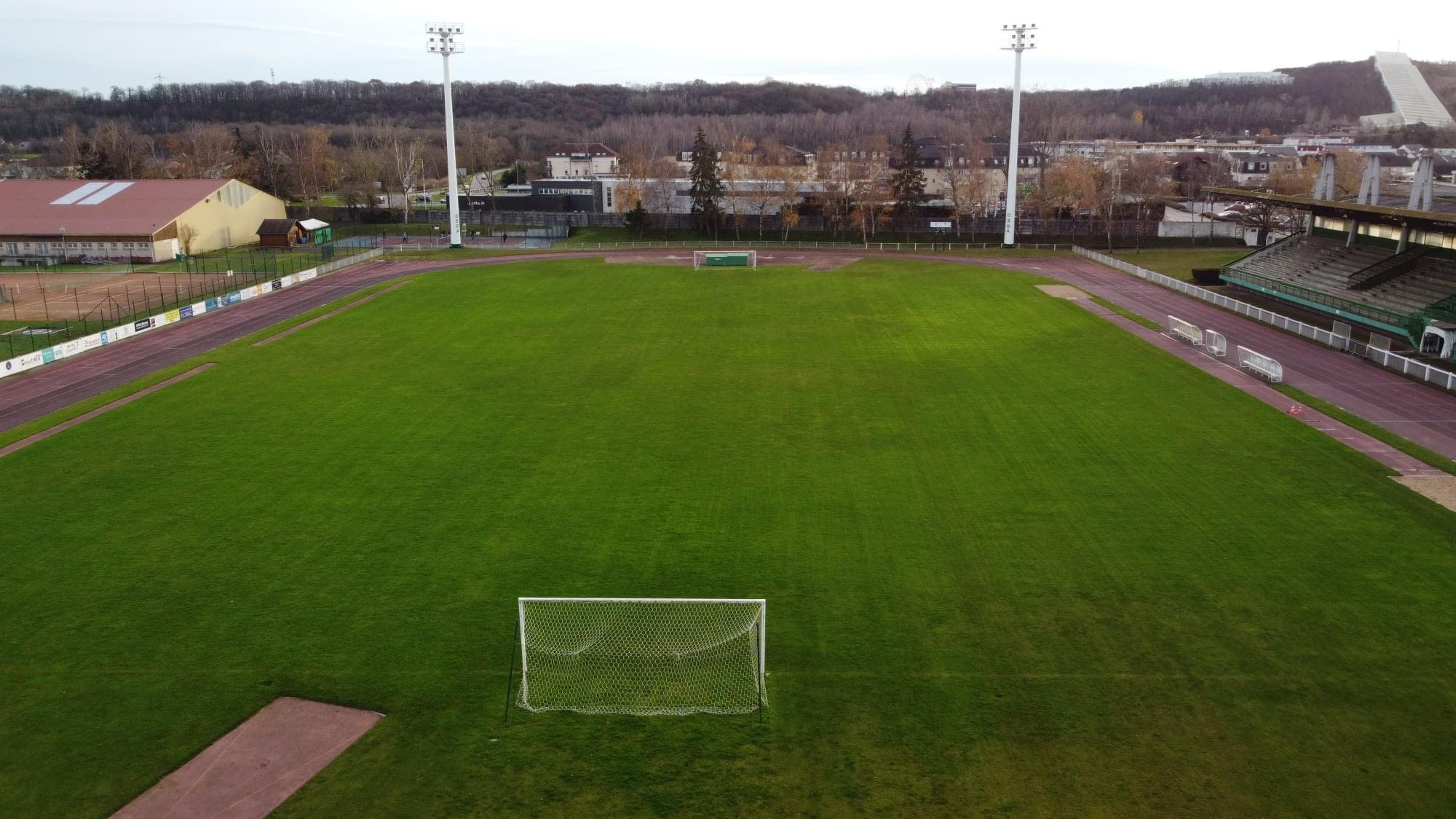
Le nouveau stade du club en 1970

### L'ascenseur (1971 - 2000)
Encore englué en Promotion en 1971, le CSOA rejoint la Division 3 en 1975 en remportant son premier titre de Champion de Lorraine. Ce titre est très disputé, car La Sportive Thionvilloise ne lâche pas prise. L'un des grands chocs de la saison fut le derby mosellan CSO Amnéville - La Sportive Thionvilloise qui se joua devant plus de 4000 spectateurs.
Sixième dans le groupe Est de Division 3 en 1975-1976, le CSOA s'effondre la saison suivante et se retrouve relégué en Division d'Honneur. Amnéville obtient un nouveau titre de champion de Lorraine en 1980 et accède alors en Division 4, nouvellement créée , le club remporte par la même occasion le doublé coupe/championnat avec la victoire en finale de coupe de Lorraine, la 4ème de son histoire. Deuxième du groupe C de Division 4 en 1980-1981, le CSOA retrouve alors la Division 3 de 1981 à 1983 avant de replonger en Division d'Honneur en 1983-1984. Cette saison est catastrophique, Amnéville ne signant que deux victoires en 26 matchs : retour au niveau régional. La chute ne se s'arrête pas là. En n'enregistrant que quatre victoires en 26 matchs de Division d'Honneur en 1984-1985, le CSO Amnéville est encore rétrogradé.
Après une demi-douzaine d'années d'anonymat, on retrouve Amnéville en Division d'Honneur pour la saison 1990-1991 à l'issue d'une saison 1989-1990 réussie avec en bonus un 32e de finale de Coupe de France face au FC Mulhouse SA, alors club de Division 1. Deuxième en 1994, le club connait la relégation en 1996. Le CSOA pratique l'ascenseur en retrouvant la Division d'Honneur en 1997-1998 et étant relégué en fin de cette saison. L'éclipse dure alors deux ans.

### Stagnation au niveau national (2001-2014)
À l'issue de la saison 2000-2001 le CSO Amnéville est sacré champion de Lorraine pour la 3ème fois de son histoire et retrouve les championnats nationaux pour la première fois depuis 1984.
Déjà 32e de finaliste de la Coupe de France en 1939 et 1990, le CSO Amnéville, alors en CFA 2, réalise lors de la saison 2002-2003 son meilleur parcours dans son histoire dans la compétition ; le club dispute un 16es de finale en 2003 face à l'AJ Auxerre au stade André-Valentin devant 5 278 spectateurs (défaite 0-3) après avoir éliminé l'US raonnaise en 1/32ème de finale, club de National à l'époque. À l'issue de cette saison 2002-2003, l'entraîneur François Zdun quitte le club avec dans ses bagages un titre de champion de Lorraine, un titre de champion de Division d'Honneur Régional, et le plus grand exploit du club en Coupe de France.
Le CSOA stagne pendant sept saisons en CFA 2 de 2001 à 2008 avant de finir deuxième de son groupe à l'issue de la saison 2008-2009 derrière le SAS Épinal et de montée officiellement en CFA.

### L'ascenseur (2014 - 2022)
De retour en CFA, le club se maintient pendant trois saisons, mais lors de la saison 2012-2013, le club est retrogradé administrativement par la DNCG en CFA 2 malgré une 11ème place et un beau parcours en Coupe de France (éliminé par l'US Raon Football en 32e de finale).
Deux ans après, cette fois-ci en CFA 2, Amnéville est une nouvelle fois rétrogradé administrativement par la DNCG, ce que le club accepte et retrouve donc la Division d'Honneur, quatorze ans après l'avoir quitté.
Lors de la saison 2015-2016, le CSO Amnéville annonce l'arrivée de son nouveau président, François Ventrici, qui efface de nombreuses dettes du club et qui souhaite installer le club à un niveau national à court terme avant de viser plus haut. Cette même année, le club officialise l'arrivée de Cédric Léonard, ancien joueur du club, en tant qu'entraîneur. Le club remonte et termine champion de Division d'Honneur lors de la saison 2016-2017. La DNCG refuse une nouvelle fois la montée du club mosellan en National 3, mais le CSO Amnéville réintègre le championnat en septembre 2017 par le biais de la FFF.
Après plus de quatre ans au poste d'entraîneur, Cédric Léonard quitte le CSO Amnéville, et se voit remplacer par Julien François, alors adjoint au Gazélec FC Ajaccio et ancien joueur du FC Metz qui devient alors l'entraîneur de l'équipe sénior du club en décembre 2019. Le club se stabilise durant quatre saisons en National 3 avant de réaliser la pire saison de son histoire avec une quatorzième place et sept points au total peu de temps après le départ de son président et de Julien François pour le nouveau projet de la ville de Thionville, l'US Thionville Lusitanos,. Le départ de François Ventrici est dû à la baisse brutale de subventions de la part de la mairie d'Amnéville à l'égard du CSO Amnéville, passant de 150 000 € à 100 000 € sans avoir prévenu les salariés du club en amont. Arnaud Szymanski, ex-entraîneur du club et alors adjoint au sport, explique cette baisse de subventions à cause de la maladie virale du Covid-19. Une idée de fusion entre le CSO Amnéville et l'ES Gandrange, club mosellan voisin est envisagée par la mairie d'Amnéville, mais ne sera finalement jamais retenue.

### Retour au niveau régional (depuis 2022)
Durant les saisons 2022-2023 et 2023-2024, le club joue le maintien en Régional 1 malgré des ambitions de retrouver le niveau national le plus rapidement possible. En début de saison 2022-2023, Eric Skora devient le nouvel entraîneur du club thermale. Lors de cette saison 2023-2024, le club écope d'une sanction de six points de pénalité ; le club thermal s’était vu reprocher d’avoir fait figurer un joueur non qualifié sur les feuilles de match face au FC Soleil Bischheim et au Sarreguemines FC. À l'issue de cette saison, le CSO Amnéville officialise le départ de Eric Skora, entraîneur du club durant deux années.
Lors de la saison 2024-2025 de Régional 1, le club se retrouve dans le groupe B. En Coupe de France, le CSOA débute au 3ème tour de la compétition face à l'US Chatel Conquistadores évoluant en Régional 3 et remporte son premier match trois buts à zéro mais se fait éliminer au tour suivant dans le derby face au FC Hagondange sur le score de trois buts à un. Le 11 novembre 2024, à la suite de la défaite cinq buts à zéro face à l'US Forbach, l'entraîneur Alexandre Luthardt quitte le club mosellan. Le 21 novembre 2024, le club annonce le retour d'Arnaud Szymanski en compagnie de Jérôme Entringer ; les deux hommes avaient auparavant occupé le poste dans l'équipe réserve du club.
Après une 8e place décevante en championnat, le club décide d’engager Youcef Bettahar, en provenance de l’US Yutz Cité, comme entraîneur principal du club thermal pour la saison 2025-2026 avec l'ambition de se maintenir dans le haut du classement,.

## Palmarès et bilan sportif

### Titres et trophées
Au cours de son histoire, le CSO Amnéville a remporté quatre titres de champion de Lorraine, quatre Coupe de Lorraine et enfin quatre titres de champion de Division d'Honneur Régionale (équivalent du Régional 2 aujourd'hui). Néanmoins, sur le plan national, le CSOA n'a jamais remporté le moindre trophée, ce dernier terminant régulièrement second lors des accessions aux échelons supérieurs.
Le tableau suivant récapitule les performances du CSO Amnéville dans les différentes compétitions officielles françaises.
| Compétitions nationales                                                                             | Compétitions régionales |
| --------------------------------------------------------------------------------------------------- | --- |
| - Coupe de France - Meilleure performance : 1/16e de finale en 2003 - CFA 2 - Vice-champion : 2009. | - Championnat de Lorraine (4) - Champion : 1975, 1980, 2001 et 2017. - Coupe de Lorraine (4) - Vainqueur : 1930, 1934, 1946 et 1980. - DHR/Promotion (4) - Champion : 1921, 1923, 1939 et 2000. |

### Bilan sportif
Le Club sportif Orne Amnéville compte quinze saisons en CFA 2 / National 3 et quatre saisons en CFA.
| Championnat            | Saisons | Titres | J   | G   | N  | P  | Bp  | Bc  | Diff |
| ---------------------- | ------- | ------ | --- | --- | -- | -- | --- | --- | ---- |
| Division 3 (1971-1993) | 4       | 0      | 120 | 33  | 27 | 60 | 135 | 212 | -77  |
| CFA (D4) (1998-2017)   | 4       | 0      | 134 | 48  | 38 | 48 | 208 | 203 | 5    |
| Division 4 (1978-1993) | 2       | 0      | 52  | 16  | 16 | 20 | 62  | 84  | -22  |
| CFA 2 (1998-2017)      | 10      | 0      | 290 | 120 | 80 | 20 | 409 | 357 | 52   |
| National 3 depuis 2018 | 5       | 0      | 107 | 32  | 20 | 55 | 132 | 184 | -52  |
| Saisons en amateur     | 77      | 8      |     |     |    |    |     |     |      |

### Saison par saison
| Saison    | Division | Division | Division | Division | Division | Division | Division | Pts | J   | G   | N   | P   | Bp  | Bc  | Diff. | Coupe de France | Réf.   |
| Saison    | I        | II       | III      | IV       | V        | VI       | VII      | Pts | J   | G   | N   | P   | Bp  | Bc  | Diff. | Coupe de France | Réf.   |
| --------- | -------- | -------- | -------- | -------- | -------- | -------- | -------- | --- | --- | --- | --- | --- | --- | --- | ----- | --------------- | ------ |
| 1972-1973 |          |          |          | 6e       |          |          |          | 22  | 26  | 7   | 8   | 7   | 29  | 26  | +3    | ?               | -      |
| 1973-1974 |          |          |          | 4e       |          |          |          | 31  | 26  | 11  | 9   | 6   | 44  | 22  | +22   | ?               | -      |
| 1974-1975 |          |          |          | 1er      |          |          |          | 36  | 26  | 14  | 8   | 4   | 48  | 19  | +29   | 6e tour         | -      |
| 1975-1976 |          |          | 6e       |          |          |          |          | 32  | 30  | 13  | 6   | 11  | 35  | 29  | +6    | ?               | [ 47 ] |
| 1976-1977 |          |          | 15e      |          |          |          |          | 20  | 30  | 6   | 8   | 16  | 28  | 44  | -16   | 7e tour         | [ 48 ] |
| 1977-1978 |          |          |          |          | 10e      |          |          | 27  | 28  | 7   | 13  | 8   | 36  | 37  | -1    | 6e tour         | -      |
| 1978-1979 |          |          |          |          | 2e       |          |          | 34  | 26  | 14  | 6   | 6   | 48  | 29  | +19   | ?               | -      |
| 1979-1980 |          |          |          |          | 1er      |          |          | 37  | 26  | 15  | 7   | 4   | 45  | 26  | +19   | 6e tour         | -      |
| 1980-1981 |          |          |          | 2e       |          |          |          | 38  | 26  | 14  | 10  | 2   | 44  | 25  | +19   | ?               | [ 49 ] |
| 1981-1982 |          |          | 12e      |          |          |          |          | 26  | 30  | 10  | 10  | 14  | 39  | 54  | -15   | 6e tour         | [ 50 ] |
| 1982-1983 |          |          | 15e      |          |          |          |          | 15  | 30  | 4   | 7   | 19  | 33  | 85  | -52   | ?               | [ 51 ] |
| 1983-1984 |          |          |          | 14e      |          |          |          | 10  | 26  | 2   | 6   | 18  | 18  | 59  | -41   | ?               | [ 52 ] |
| 1984-1985 |          |          |          |          | 14e      |          |          | 16  | 26  | 4   | 8   | 14  | 24  | 46  | -22   | ?               | -      |
| 1985-1989 |          |          |          |          |          | ?        |          | ... | ... | ... | ... | ... | ... | ... | ...   | ?               | -      |
| 1989-1990 |          |          |          |          |          | ?        |          | ?   | ?   | ?   | ?   | ?   | ?   | ?   | ?     | 1/32e de finale | -      |
| 1990-1991 |          |          |          |          | 6e       |          |          | 29  | 26  | 9   | 11  | 6   | 37  | 25  | +12   | 8e tour         | -      |
| 1991-1992 |          |          |          |          | 5e       |          |          | 30  | 26  | 12  | 6   | 8   | 29  | 23  | +6    | ?               | [ 53 ] |
| 1992-1993 |          |          |          |          | 5e       |          |          | 28  | 26  | 12  | 4   | 10  | 35  | 38  | -3    | ?               | [ 54 ] |
| 1993-1994 |          |          |          |          |          | 2e       |          | 35  | 26  | 15  | 5   | 6   | 50  | 27  | +23   | ?               | [ 55 ] |
| 1994-1995 |          |          |          |          |          | 8e       |          | 26  | 26  | 9   | 8   | 9   | 41  | 40  | +1    | ?               | [ 56 ] |
| 1995-1996 |          |          |          |          |          | 11e      |          | 34  | 26  | 8   | 10  | 8   | 33  | 33  | 0     | ?               | [ 57 ] |
| 1996-1997 |          |          |          |          |          |          | ?        | ?   | ?   | ?   | ?   | ?   | ?   | ?   | ?     | ?               | -      |
| 1997-1998 |          |          |          |          |          | 11e      |          | 29  | 26  | 7   | 8   | 11  | 35  | 39  | -4    | ?               | [ 58 ] |
| 1998-1999 |          |          |          |          |          |          | ?        | ?   | ?   | ?   | ?   | ?   | ?   | ?   | ?     | ?               | -      |
| 1999-2000 |          |          |          |          |          |          | 1er      | ?   | 22  | ?   | ?   | ?   | ?   | ?   | ?     | 7e tour         | -      |
| 2000-2001 |          |          |          |          |          | 1er      |          | 53  | 26  | 15  | 8   | 3   | 56  | 29  | +27   | 1/32e de finale | [ 59 ] |
| 2001-2002 |          |          |          |          | 4e       |          |          | 75  | 30  | 13  | 8   | 9   | 42  | 35  | +7    | 7e tour         | [ 60 ] |
| 2002-2003 |          |          |          |          | 5e       |          |          | 78  | 30  | 14  | 6   | 10  | 39  | 38  | +1    | 1/16e de finale | [ 61 ] |
| 2003-2004 |          |          |          |          | 4e       |          |          | 77  | 30  | 13  | 8   | 9   | 44  | 36  | +8    | ?               | [ 62 ] |
| 2004-2005 |          |          |          |          | 9e       |          |          | 69  | 30  | 9   | 12  | 9   | 30  | 37  | -7    | 7e tour         | [ 63 ] |
| 2005-2006 |          |          |          |          | 5e       |          |          | 75  | 28  | 14  | 5   | 9   | 43  | 33  | +10   | ?               | [ 64 ] |
| 2006-2007 |          |          |          |          | 7e       |          |          | 72  | 30  | 12  | 6   | 12  | 43  | 39  | +4    | 1/32e de finale | [ 65 ] |
| 2007-2008 |          |          |          |          | 6e       |          |          | 77  | 30  | 12  | 11  | 7   | 46  | 32  | +14   | 6e tour         | [ 66 ] |
| 2008-2009 |          |          |          |          | 2e       |          |          | 84  | 30  | 15  | 9   | 6   | 57  | 26  | +31   | 8e tour         | [ 67 ] |
| 2009-2010 |          |          |          | 5e       |          |          |          | 89  | 36  | 15  | 8   | 13  | 58  | 55  | +3    | 7e tour         | [ 68 ] |
| 2010-2011 |          |          |          | 6e       |          |          |          | 81  | 32  | 13  | 10  | 9   | 50  | 45  | +5    | 8e tour         | [ 69 ] |
| 2011-2012 |          |          |          | 15e      |          |          |          | 65  | 32  | 7   | 12  | 13  | 50  | 61  | -11   | 8e tour         | [ 70 ] |
| 2012-2013 |          |          |          | 11e      |          |          |          | 78  | 34  | 13  | 8   | 13  | 50  | 42  | +8    | 1/32e de finale | [ 71 ] |
| 2013-2014 |          |          |          |          | 9e       |          |          | 58  | 26  | 8   | 8   | 10  | 29  | 33  | -4    | 7e tour         | [ 72 ] |
| 2014-2015 |          |          |          |          | 6e       |          |          | 62  | 26  | 10  | 7   | 9   | 36  | 32  | +4    | 6e tour         | [ 73 ] |
| 2015-2016 |          |          |          |          |          | 5e       |          | 42  | 28  | 12  | 6   | 10  | 41  | 31  | +10   | -               | [ 74 ] |
| 2016-2017 |          |          |          |          |          | 1er      |          | 60  | 26  | 18  | 6   | 2   | 73  | 26  | +47   | -               | [ 75 ] |
| 2017-2018 |          |          |          |          | 5e       |          |          | 47  | 30  | 13  | 8   | 9   | 46  | 34  | +12   | 7e tour         | [ 76 ] |
| 2018-2019 |          |          |          |          | 11e      |          |          | 32  | 26  | 8   | 8   | 10  | 36  | 41  | -5    | -               | [ 77 ] |
| 2019-2020 |          |          |          |          | 9e       |          |          | 23  | 18  | 7   | 2   | 9   | 26  | 30  | -4    | 7e tour         | [ 78 ] |
| 2020-2021 |          |          |          |          | 14e      |          |          | 5   | 7   | 1   | 2   | 4   | 6   | 11  | -5    | 8e tour         | [ 79 ] |
| 2021-2022 |          |          |          |          | 14e      |          |          | 7   | 26  | 3   | 0   | 23  | 18  | 68  | -50   | 4e tour         | [ 80 ] |
| 2022-2023 |          |          |          |          |          | 11e      |          | 31  | 26  | 8   | 7   | 11  | 26  | 35  | -9    | 3ᵉ tour         | [ 81 ] |
| 2023-2024 |          |          |          |          |          | 7e       |          | 33  | 26  | 9   | 8   | 9   | 40  | 49  | -9    | 3ᵉ tour         | [ 82 ] |
| 2024-2025 |          |          |          |          |          | 8e       |          | 35  | 24  | 10  | 5   | 9   | 43  | 64  | -21   | 4ᵉ tour         | [ 83 ] |

### Les meilleurs performances
Le CSO Amnéville a évolué en Division 3 durant quatre saisons ; sa meilleure performance dans le championnat date de la saison 1975-1976, où le club termine à la 6e place de son groupe, à cinq points de la seconde place détenu par l'US Tavaux-Damparis qui accède à la Division 2.
En Coupe de France, Amnéville réalise sa meilleure performance dans la compétition lors de l'édition 2002-2003 en atteignant les 16es de finale face à l'AJ Auxerre de Djibril Cissé, alors en Ligue 1. Le CSOA jouera aussi cinq fois les 32es de finale lors des éditions 1989-1990 face au FC Mulhouse Sud-Alsace, en 2000-2001 face à l'US Boulogne Côte d'Opale, en 2002-2003 face à l'US Raon, en 2006-2007 face au Jarville JF et enfin en 2012-2013 face à l'US Raon.

#### Tableau des phases finales d'Amnéville en Coupe de France
| Édition   | Div. | Tour          | Dernier adversaire       | Lieu | Score |
| --------- | ---- | ------------- | ------------------------ | ---- | ----- |
| 1989-1990 | 6    | 32e de finale | FC Mulhouse Sud-Alsace   | N    | 0–2   |
| 2000-2001 | 6    | 32e de finale | US Boulogne Côte d'Opale | D    | 0–4   |
| 2002-2003 | 5    | 16e de finale | AJ Auxerre               | D    | 0–3   |
| 2006-2007 | 5    | 32e de finale | Jarville JF              | E    | 1–0   |
| 2012-2013 | 4    | 32e de finale | US Raon                  | D    | 1–2   |

## Identité du club

### Noms
- 1919-1940 : Club sportif Amnéville
- 1940-1945 : Borussia Stahlheim
- 1945- : Club sportif Orne Amnéville

### Logos

Logo jusqu'en 2018
Logo de 2018 à 2022
Logo du centenaire 2019-2020
Depuis 2022

Le blason actuel du club (depuis 2022) reprend en grande partie la forme et les détails des précédents blasons historique du CSO Amnéville. Le logo est constitué de l'abréviation du nom du club (CSOA pour Club sportif Orne Amnéville), suivi de la date de création du club, en 1919. En dessous de ces écritures, on y retrouve le logo du pôle thermal de la ville d'Amnéville, ce dernier étant un grand symbole de la ville connu dans toute la France.

### Couleurs
Depuis 1919, les couleurs historiques du CSO Amnéville sont le vert et le blanc. Au cours de son histoire, le vert est parfois plus sombre que celui sur les logos du club. Sur le maillot extérieur, le gris est régulièrement présent, ainsi que le noir.

## Structures du club

### Stade André-Valentin

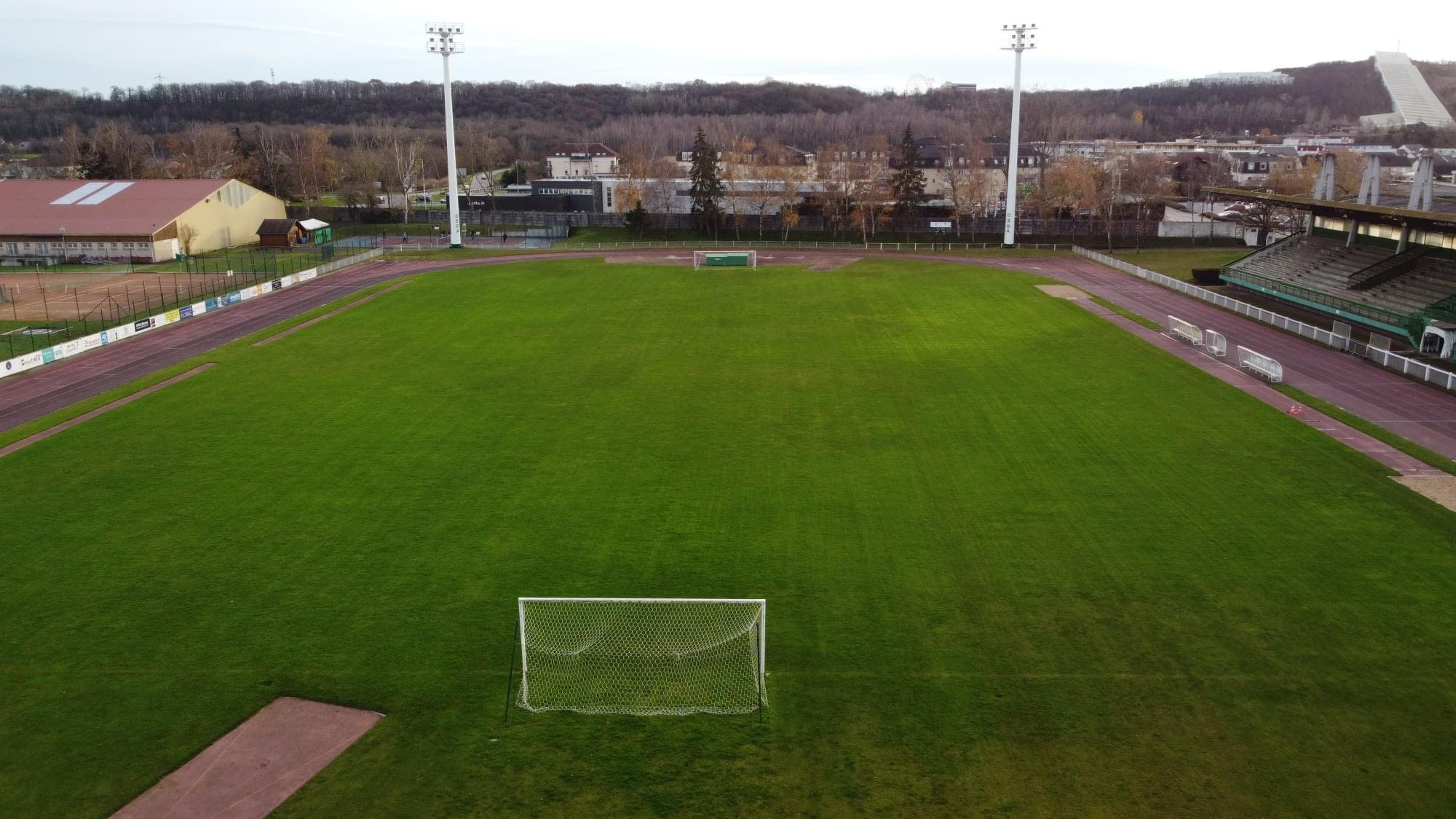
Stade André-Valentin

Le CSO Amnéville a élu domicile au stade André-Valentin. Le nom du stade provient d'un hommage à la suite du décès en 2018 d'André Valentin alias « Dédé » qui était devenu concierge du stade municipal du club en 1971 en s'occupant de l'entretien du lieu et des vestiaires. Grand supporter du CSO Amnéville, le nom du stade est baptisé en sa mémoire lors de la cérémonie du centenaire du club en 2019.
En matière de capacité, le stade André-Valentin est le quatrième plus grand stade de football de Lorraine avec 5 000 places derrière le stade Saint-Symphorien de Metz (28 786 places), le stade Marcel-Picot de Nancy (20 087 places) et le Stade du Schlossberg de Forbach (5 400 places).

### Stade Municipal 2
Le club possède un deuxième terrain derrière la tribune principale du stade André-Valentin qui se nomme le "Stade Municipal 2". Ce terrain est essentiellement utilisé pour les matchs de l'équipe réserve du club évoluant en Départemental 1 ou pour les entraînements des différentes sections du club.

## Joueurs et personnalités du club

### Joueurs

#### Les années 70 et 80
Marcel Husson rejoint le club en 1971 en tant que joueur-entraîneur. Il disputera avec le CSO Amnéville la Division 4 ainsi que la Division 3. Dans ces même années, Francis De Taddeo, Pascal Schall, Denis Mogenot ou encore Pascal Raspollini joueront sous la tunique verte du club mosellan.

#### Années 90
En 1999, Tomasz Gruszczyński est formé au club ; il deviendra cette même année un joueur du FC Metz, alors en Division 1, ainsi que le meilleur buteur de l'histoire du F91 Dudelange, club de BGL Ligue, au Luxembourg. Il reviendra pour une demi-saison au club en 2012. Encore en 1999, le club forme Joris Di Gregorio, qui deviendra un joueur incontournable de BGL Ligue.

#### Les années 2000
Avec les nombreuses saisons du club en CFA ainsi qu'en CFA 2, ce dernier recrute des noms intéressants dans les années 2000.
En 2000, Didier Casini, formé à l'AS Nancy-Lorraine et ancien joueur du FC Metz, rejoint le CSO Amnéville en fin de carrière. Entre 2002 et 2005, Cyril Serredszum, joueur légendaire du voisin mosellan du FC Metz rejoint le club pour deux saisons, ainsi que Didier Lang, autre joueur marquant de Metz.
En 2004, le CSO Amnéville recrute David Fanzel, ancien joueur du Red Star FC ou du FC Gueugnon, avec lequel il remporte la Coupe de la Ligue en 2000. Cette même année, Thierry Pauk rejoint le club.
La futur légende du CS Fola Esch, Thomas Hym, joue au club durant la saison 2005-2006.
Dany Nounkeu, Adrien Portier ou encore Thomas Fullenwarth disputent quant à eux la saison 2007-2008.
Henrique, Thierry Steinmetz, Freddy Bourgeois et El Hadi Belameiri se joindront au club durant la fin de ces années 2000 permettant au club de se stabiliser en CFA.

#### De nos jours
En 2010, l'ancien international-algérien Mehdi Méniri rejoint le club durant deux saisons.
En 2013, le CSO Amnéville frappe fort avec les arrivées de Cédric Anton et Jonathan Jäger, deux anciens joueurs professionnels.

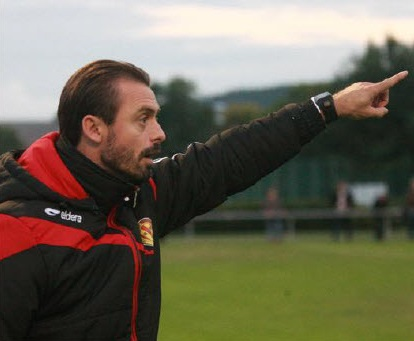
Jonathan Jäger

Lors de la saison 2018, alors que le club est en National 3, Julien Quercia rejoint ce dernier. L'ancien joueur de l'AJ Auxerre, ayant disputer la Ligue des champions de l'UEFA, disputera 7 matchs avec Amnéville pour 3 buts inscrit.

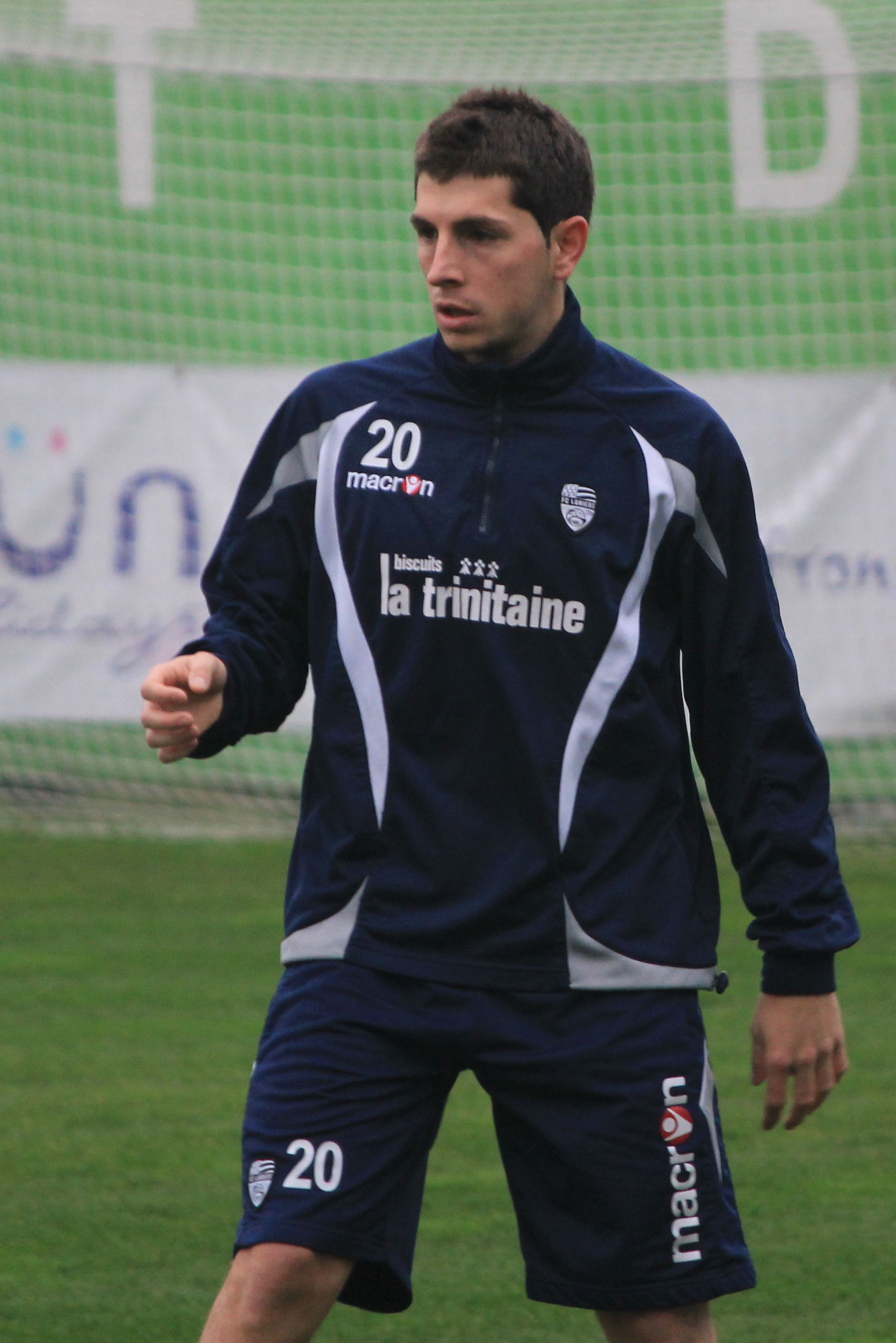
Julien Quercia sous la tunique du FC Lorient

En 2019, Paul Alo'o Efoulou, ancien international camerounais, termine sa carrière au sein du club. L'année suivante, Abel Khaled, ancien joueur du Stade brestois 29, essaye de se relancer au sein du CSO Amnéville.

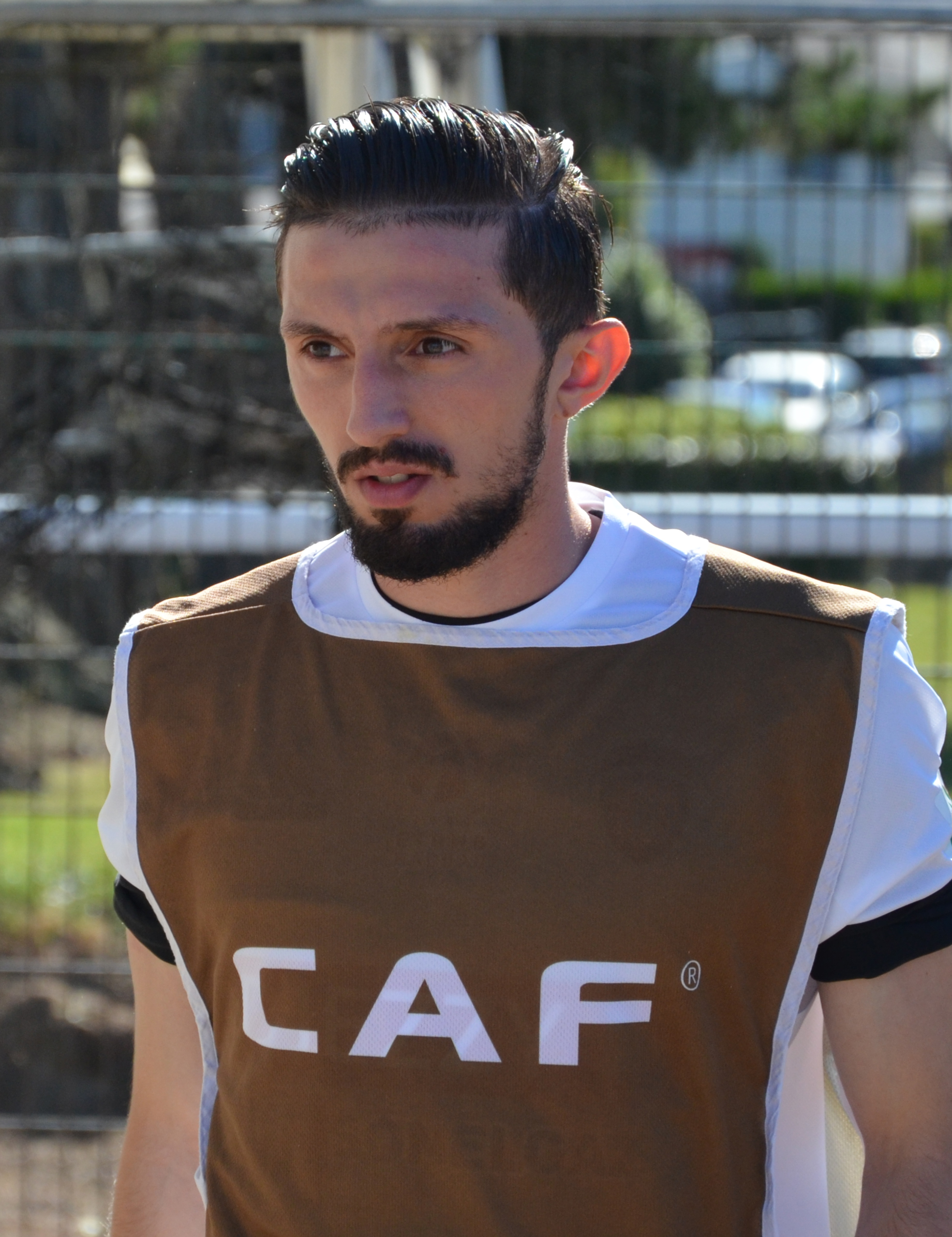
Abel Khaled avec l'USM Alger

### Joueurs professionnel formé au club
- André Frey
- Antoine Gorius
- Daniel Jenny (-1970)
- Pascal Schall (-1976)
- Jean-Luc Guillot (1969-1980)
- Alexandre Franceschi (-1994)
- Tomasz Gruszczyński (-1999)
- Joris Di Gregorio (-1999)
- Youssef Maziz (2011-2013)

### Entraîneurs[116]
Au cours de la longue histoire du CSO Amnéville, de nombreux entraîneurs ont marqué leur empreinte au sein du club mosellan.
Le plus marquant de tous est François Zdun, entraîneur du club lorrain de 1998 à 2003 ainsi que de 2006 à 2008. Avec le CSO Amnéville, il remporte un total de deux titres ; un championnat de Division d'Honneur Régional (équivalent du Régional 2 aujourd'hui) en 2000, alors que le club se trouve au plus mal sportivement, ainsi que le championnat de Lorraine la saison suivante, marquant pour toujours l'histoire des verts, remontant enfin dans l'échelon nationale après 17 ans d'absence. Entre 2006 et 2008, il maintiendra le club en CFA 2.
| Dates                   | Nom                   | Nationalité | Titres                           |
| 1971 - 1978             | Marcel Husson         | France      | Champion de DH                   |
| 1981 - 1983             | Alex Pecqueur         | France      | Champion de DH                   |
| 1986 - 1992             | Pascal Raspollini     | France      |                                  |
| 1998 - 2003             | François Zdun         | France      | Champion de DHR / Champion de DH |
| 2005 - 2006             | Cyril Serredszum      | France      |                                  |
| 2006 - 2008             | François Zdun         | France      |                                  |
| 2008 - 2013             | Pascal Carzaniga      | France      |                                  |
| 2013 - 2015             | David Fanzel          | France      |                                  |
| 2015 - 2019             | Cédric Léonard        | France      | Champion de DH                   |
| sep. 2019- dec. 2019    | Pascal Janin          | France      |                                  |
| dec. 2019 - avr. 2021   | Julien François       | France      |                                  |
| avr. 2021 - juin. 2021  | Claude Tsikamen Bagze | France      |                                  |
| jui. 2021 - déc. 2021   | David Ogé             | France      |                                  |
| janv. 2022 - juin. 2022 | Manuel Peixoto        | France      |                                  |
| juil. 2022 - sept. 2022 | Loïc Hoffmann         | France      |                                  |
| 2022 - 2023             | Éric Skora            | France      |                                  |
| sep. 2023 - mar. 2024   | Didier Chaillou       | France      |                                  |
| mar. 2024 - nov. 2024   | Alexandre Luthardt    | France      |                                  |
| nov. 2024 - juin. 2025  | Arnaud Szymanski      | France      |                                  |
| juin. 2025 -            | Youcef Bettahar       | France      |                                  |

## Relations avec d'autres clubs

### Clubs partenaires
- FC Metz : depuis 2011, un partenariat sous forme de convention existe entre le CSO Amnéville et le FC Metz avec sept autres clubs en Moselle ; l'US Forbach, le FC Sarrebourg, l'APM Metz, l'US Thionville Lusitanos, l'EN Saint-Avold, le RS Magny et le Sarreguemines FC[121]. Ce partenariat vise à développer le repérage et la formation encadrée de jeunes joueurs. Le FC Metz renforce donc ses liens avec le football amateur en Moselle et accompagne les futurs espoirs du département dans leur formation. Les huit clubs partenaires du FC Metz bénéficient en échange de l'expertise du sport professionnel afin de développer leurs structures de formation[122].

### Rivalités

#### Avec le FC Hagondange
Distancée de seulement 1,9 km, la ville d'Amnéville et d'Hagondange se partagent le même bassin de supporters, ce qui représente un véritable derby dans le monde du football. Au cours de leurs histoires, les deux clubs se sont affrontés dix fois, avec une légère domination de la part du FC Hagondange.
À l'époque, le derby entre les deux clubs était l'un des matchs les plus suivis par les supporters de ces derniers et l'un des matchs les plus chauds de la saison pour le CSO et le FCH. À l'époque moderne, les confrontations sont plutôt calmes.
Le dernier derby en date a eu lieu lors du 4ème tour de Coupe de France 2024-2025 sur le terrain du CSO Amnéville, avec une victoire des visiteurs.

#### Avec l'US Thionville Lusitanos
Le derby le plus "prestigieux" dans l'histoire du club est celui face à l'US Thionville Lusitanos malgré le faible ratio de matchs joués entre les deux clubs, ces derniers étant les plus importants historiquement dans le football mosellan derrière le FC Metz et séparé de seulement 15 km entre les deux villes.
Le dernier derby en date a eu lieu en 2023 lors du championnat de Régional 1 où l'US Thionville Lusitanos remporte le match trois buts à zéro devant son public, c'est la deuxième victoire du club thionvillois depuis le premier derby en 1983.
Depuis la montée en puissance de l'US Thionville Lusitanos dans les divisions supérieurs, le CSO Amnéville joue quelques derbys face à l'équipe réserve du club de Thionville.

## Aspects juridiques et économiques

### Statut juridique et légal
Le Club sportif Orne Amnéville est à l'origine une association loi de 1901 fondée en 1919.
En janvier 1978, le CSO Amnéville se constitue en la société anonyme à objet sportif  « CSO AMNÉVILLE » qui emploie entre six à neuf salariés.
L'association a son siège au stade André Valentin, rue Clemenceau , à Amnéville. Le club est affilié sous le numéro 500481 à la Ligue du Grand Est de football et au district de Moselle.

### Sponsors et équipementiers
Le club est soutenu par six principaux sponsors qui figurant sur le maillot à domicile (Macron, Seven Casino, Auto-Amnéville, Kaiser Foot 5 et E.Leclerc Amnéville).

## Autres équipes

### Équipe féminine
Le CSO Amnéville possède une section féminine depuis 2016. Le club a développé dans la région Lorraine un club de football avec une équipe senior, U18, U15 et enfin une école de football qui réunit les jeunes filles de six à douze ans.
Dès sa première saison, le club monte en Régional 1 Féminine en 2017. Rapidement, le club s'intègre dans le paysage footballistique lorrain en terminant demi-finaliste deux fois de la Coupe de Moselle en 2017 et 2018 et demi-finaliste de la Coupe du Grand Est en 2019 face au FC Metz. Le club a d'ailleurs était aux portes du championnat professionnel de Seconde Ligue deux fois dans son histoire lors de la saison 2019 et 2022.
Le club évolue lors de la saison 2024-2025 en Régional 1 Féminine.
Le tableau suivant récapitule les performances des féminines du CSO Amnéville dans les différentes compétitions officielles françaises.
| Compétitions régionales |
| --- |
| - Régional 1 (2) - Vainqueur de groupe : 2019 et 2022. - Régional 2 - Champion : 2017. - Coupe de Moselle (3) - Champion : 2019, 2022 et 2023. - Coupe du Grand Est - Finaliste en 2022 et 2023. |